# Бійцівський клуб (телепрограма)
Бійцівський клуб — розважально-гумористична програма, стилізована під боксерський поєдинок.
Команди за чергою виступають з невеликими гумористичними сценами/гегами. Кожен виступ оформлений як раунд боксерського поєдинку. В перервах між раундами команди представляє ведучий. Журі з відомих особистостей оцінює виступи команд.

## Ведучі
Ведучий першого сезону — білоруський реп-співак «Серьога».
Надалі ведучим виступав Володимир Зеленський.
Починаючи з третього сезону ведучими стали Степан Казанін та Денис Манжосов.

## Критика
Критики називали програму клоном російського шоу Comedy Club.